# TouchArcade
TouchArcade es un sitio web de periodismo de juegos móviles. Fue lanzado en 2008 como sitio hermano de MacRumors por su fundador Arnold Kim y Blake Patterson. TouchArcade también alberga un foro y un podcast semanal.

## Historia
TouchArcade fue lanzado en 2008 como un blog por el fundador de MacRumors, Arnold Kim y Blake Patterson. El sitio derivado "[rastreó] los nuevos juegos disponibles para iPhone y iPod Touch". También incluía artículos, reseñas y un foro. Eli Hodapp se convirtió en editor jefe en 2009.
En 2012, TouchArcade lanzó una aplicación iOS que incluía listados de juegos móviles. En junio de 2015, TouchArcade lanzó un Patreon para donaciones de crowdfunding. Hodapp explicó que el periodismo de juegos móviles ha tenido problemas a medida que los desarrolladores se desplazan hacia la publicidad en la aplicación, y que los ingresos publicitarios del sitio web se están desplomando. Hodapp renunció a su cargo en 2019 para centrarse en su papel como cofundador de GameClub, y Jared Nelson lo sucedió como editor en jefe.

## Contenido
TouchArcade publica noticias y reseñas de lunes a viernes sobre iOS y Android videojuegos. Una característica diaria de SwitchArcade cubre lanzamientos y ventas para la consola Nintendo Switch. El sitio también produce un podcast semanal titulado The TouchArcade Show en el que Jared Nelson y el ex editor en jefe Eli Hodapp discuten las principales noticias de la semana. Los usuarios registrados reciben un boletín mensual por correo electrónico con los mejores lanzamientos de juegos del mes pasado, y el sitio tradicionalmente ha incluido una función de "lo mejor de" para fin de año. En 2022, TouchArcade comenzó a cubrir otras plataformas portátiles como Steam Deck y Playdate.

## Recepción
En 2009, CNET clasificó a "TouchArcade" en el sexto lugar de su lista de los diez mejores blogs de juegos. Time lo nombró uno de los 50 mejores sitios web de 2011 y describió sus reseñas como una "guía convincente y confiable" de los juegos en la App Store.